# NGC 827
NGC 827 (другие обозначения — UGC 1640, MCG 1-6-46, ZWG 413.47, IRAS02062+0744, PGC 8196) — спиральная галактика (Sbc) в созвездии Кита. Открыта Уильямом Гершелем в 1784 году.
Этот объект входит в число перечисленных в оригинальной редакции «Нового общего каталога».
Наблюдение Льюиса Свифта галактики NGC 827 в 1884 году отмечено Вольфгангом Штейнике, но оно не использовалось Джоном Дрейером, поскольку было ошибочным: Свифт наблюдал не NGC 827, а NGC 840.
На фотографиях NGC 827 видна как сильно наклонённая спиральная галактика. Ядро яркое, с обширной, но очень тусклой внешней спиральной структурой. Возможно, присутствует пылевая полоса к западу от внутреннего ядра. Визуально в любительский телескоп при среднем увеличении галактика хорошо различается; она довольно яркая и хорошо очерчена, вытянута почти точно в направлении восток-запад. Яркость немного растёт к центру, оконечности выглядят заострёнными. Основная оболочка хорошо сконцентрирована. Гершель наблюдал этот объект 7 ноября 1784 года, но его описание несколько неясно: «Два или три маленькие звезды с туманностью, скорее всего подтверждено 240 (увеличение)». Тем не менее координаты объекта, указанные Гершелем, точны и совпадают с NGC 827; рядом нет никакой «туманной» группы звезд. Радиальная скорость: 3513 км/с. Расстояние: 157 млн световых лет. Диаметр: 100 тыс. световых лет.
Согласно наблюдениям А. М. Гарсиа, галактика NGC 827 входит в состав группы галактик NGC 827. Помимо NGC 827 в группу также входят UGC 1572 и UGC 1663.